# レイン・ルヴェサイン
レイン・ルヴェサイン（Leijn Loevesijn、1949年1月2日 - ）は、オランダ・アムステルダム出身の元自転車競技（トラックレース）選手。

## 来歴
1968年
- メキシコシティオリンピック
  -  タンデム 2位（+ ヤン・ヤンセン）
- オランダ選手権 アマ1kmタイムトライアル(1kmTT) 優勝
- オランダ選手権 1kmTT 優勝
- オランダ選手権 タンデム 優勝

1969年、プロ転向。
- オランダ選手権 スクラッチ 優勝

1970年
- トラックレース世界選手権 スプリント 3位
- オランダ選手権 スプリント 優勝

1971年
- トラックレース世界選手権 スプリント 優勝
- オランダ選手権 スプリント 優勝

1972年
- オランダ選手権 スプリント 優勝

1973年
- オランダ選手権 スプリント 優勝

1974年
- オランダ選手権 スプリント 優勝

1975年
- オランダ選手権 スプリント 優勝

1976年
- オランダ選手権 スプリント 優勝